# ARIANNA
ARIANNA (англ. Antarctic Ross Ice-Shelf Antenna Neutrino Array, Антарктична антена шельфового льодовика Росса) — запропонований детектор астрофізичних нейтрино надвисоких енергій. Він буде виявляти когерентне черенковське радіовипромінювання від злив частинок, створених нейтрино з енергією понад приблизно 1017 еВ. ARIANNA буде побудовано на шельфовому льодовику Росса неподалік від узбережжя Антарктиди. Детектор має охопити площу близько 900 км2. Границя між льодом і водою під шельфом відбиває радіохвилі, надаючи ARIANNA чутливість до нейтрино, що йдуть вниз, і покращуючи її чутливість до нейтрино, що падають горизонтально. Кожна станція детектора ARIANNA міститиме 4-8 антен, які шукатимуть короткі імпульси радіовипромінювання від взаємодії нейтрино на частотах від 50 МГц до 1 ГГц.
Станом на 2016 рік був розгорнутий прототип масиву з 7 станцій, який розпочав збір даних. Був проведений початковий пошук нейтрино. Жодна подія не була зареєстрована, однак було визначено верхню межу.